# Гегаркунік (село)
Це стаття про село Гегаркунік. Стаття про марз (область) — Гегаркунік.
Гегаркунік (вірм. Գեղարքունիք) — село в марзі Гегаркунік, на сході Вірменії. Село розташоване за 14 км на південь від міста Гавар та за 3 км на південь від села Ланджахпюр.